# 猪人工授精
猪人工授精是将人工授精应用于猪的一种技术手段。目前，猪的人工授精在世界各地已经得到了广泛使用。
目前，世界上每年大约有2500万头次猪进行人工授精。其中，超过99％的人工授精使用的是储存在15℃～20℃下，最多保存3天的液态冷藏精液。

## 历史
俄罗斯的Ivanow在20世纪初就开始将人工授精应用于猪。20世纪30年代后，猪人工授精得到了更广泛的研究。1948年，日本的伊藤、丹羽等首先报道利用新鲜猪精液的实际应用技术。1956年，Ploge等人开始了假母猪台的应用。1971年，多位科学家同时报道了猪的冷冻精液技术。1974年，中东部育种联合会（East Central Breeders Association）成立美国第一个猪人工授精的商业化公猪站并提供冷冻精液。
中国的猪人工授精技术始于20世纪50年代。20世纪60-70年代，中国开始普及猪人工授精，当时主要使用多次输精管和自制稀释液。20世纪80年代，一些企业开始引入工业化生产的稀释粉和一次性输精管。1998年9月，广东省广州种猪精液中心成立，这是中国首家商业化的公猪站。

## 精液采集

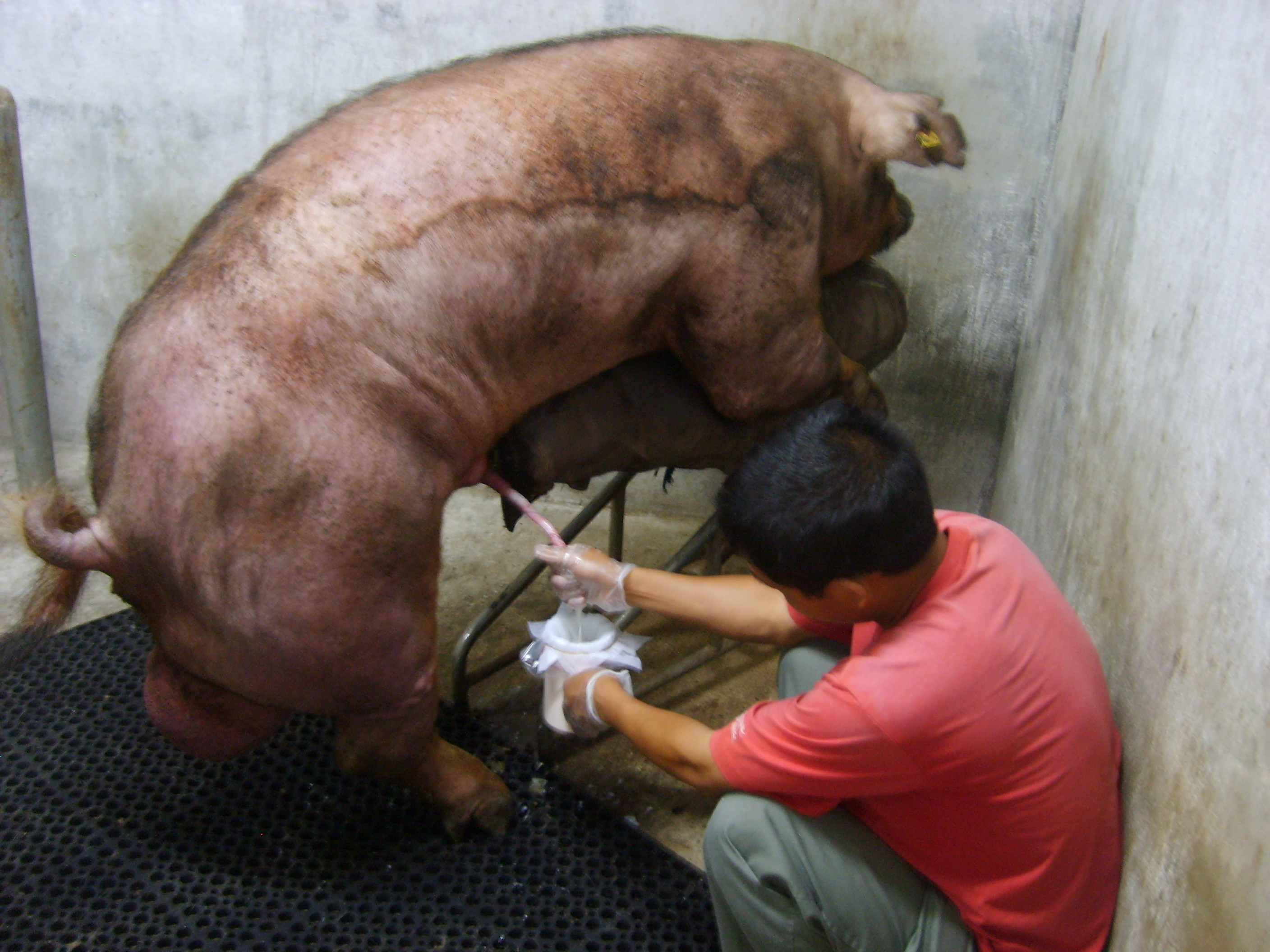
一名技术人员正使用徒手采集法对公猪进行採精。

分为假阴道采集法和徒手采集法。除了这两种常规的方法外，还有公司研制出了全自动的采精设备，可以自动进行精液采集。
一头公猪的射精量一般为150~250 ml。公猪采精区通常设有安全区以防止工作人员受到公猪的攻击。

## 精液检测及稀释
| 颜色           | 品质                                                |
| -------------- | --------------------------------------------------- |
| 乳白色或灰白色 | 正常。一般密度越大，颜色越 白。密度越小，颜色越淡。 |
| 绿色或黄绿色   | 有化脓性物质                                        |
| 红色           | 有新鲜血液                                          |
| 褐色           | 有血液及组织细胞                                    |
| 淡黄色         | 可能混有尿液                                        |

精液在稀释前需对颜色、气味、体积、精子活力及形态等性状进行检测。一般可以用显微镜进行精子密度、活力及精子畸形率测定，通常在测定精子畸形率时会结合染色方法并使用血细胞计数板。在一些条件较好的单位会使用分光光度计或专用的精子密度仪进行密度测定。洁净的精液一般稍有腥味。稀释后精子活力太低的精液也会抛弃不用，例如低于70％。另外，精液保存的时间和使用的稀释粉都会影响精子的活力。
一些机构会根据需要将不同公猪的精液进行混合（混精），以减少繁殖力差的公猪所造成的影响。
猪精液使用专用稀释剂进行稀释。稀释剂一般根据稀释后精液的保存时间进行划分。在不同时期，稀释剂的划分标准并不一致，如可分为长效（5-7天）、中效（3-4天）和短效（1-2天），也可分为长效（超过4天）和短效（1-3天）。稀释液的生产商一般都使用分析纯级的配料。稀释剂多数在避光、干燥的条件下保存。一些精液销售组织会选择自己配制稀释剂。
精液可使用瓶装和袋装两种封装方式。瓶装多采用塑料瓶，操作较简便。但由于瓶子存在固有形态，输精时需要人为进行挤压或在底部开口。而袋子一般较软，输精时精液可自动流出。有研究认为，袋装的精液在保存时间、精子活力等方面均优于瓶装精液。

## 精液保存、运输及销售

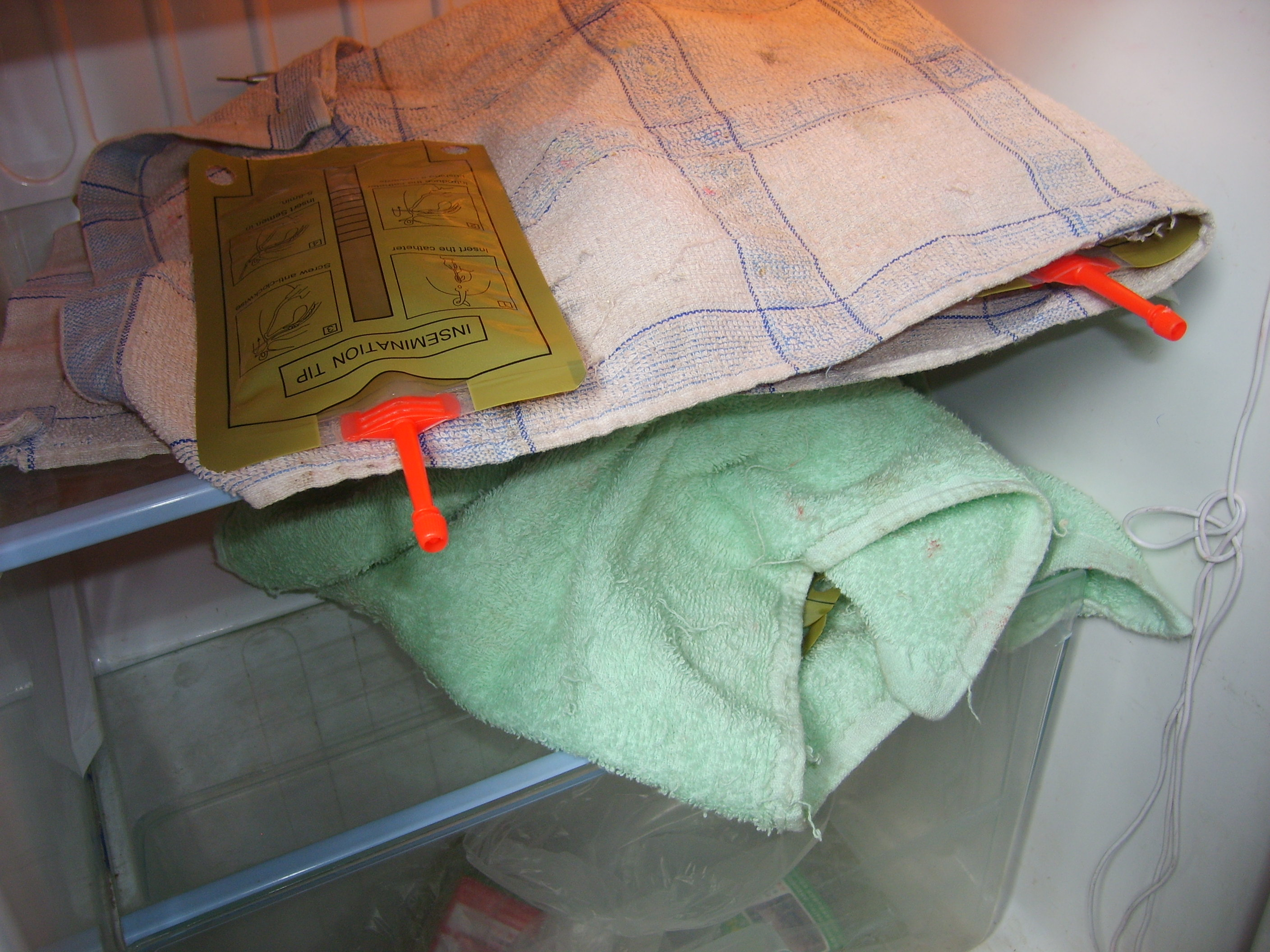
存放在恒温冰箱中的公猪精液。新鲜精液使用毛巾包裹以起到隔热作用。

如果精液没有立即使用，则需要经过保存、运输及销售的过程。精液分装方式主要有三种，包括精液瓶分装、精液袋分装和牙膏管分装。
一般精液保存时间不得超过3天，但如果使用长效稀释粉可能会延长这一期限。所有的精液应避光保存在17C。常用的稀释粉可以保存精液3天左右，长效稀释粉可以保存7天甚至更长时间。但一般精液在配制好后都会尽快使用。有研究认为，不同的稀释粉会对母猪的平均窝产仔数和平均窝产活仔数造成影响。稀释粉的质量也会对冷冻精液解冻后的存活率及复苏率造成影响。
曾经有观点认为精液在保存期间需要每天摇匀，但研究表明，翻转种猪精液会对精子质量产生不利影响，因此不再建议在人工授精实践中使用旋转方法。
精液保存于17℃左右（15～20℃）的恒温冰箱中，并每日进行摇匀以防止沉淀。温度太低会对精子形成冷刺激并造成损伤，而温度太高则不能降低精子的代谢水平无法延长保存时间。刚刚分装好的精液并不会直接放入冰箱，而是在冰箱外1个小时左右或者在放在冰箱前使用毛巾等物品包裹好来进行隔热，让温度缓慢下降。冷冻精液的使用率较低，受孕率也低于冷藏精液。
精液运输时需要使用隔热材料来控制温度，多使用泡沫箱。夏天天气炎热的地区可能会使用冰袋或冰水进行降温，但温度需要控制在17℃左右。在一些车辆运输的情况下，也可能会携带恒温冰箱进行运输。而冻精的运输则需要用到液氮。

## 输精过程

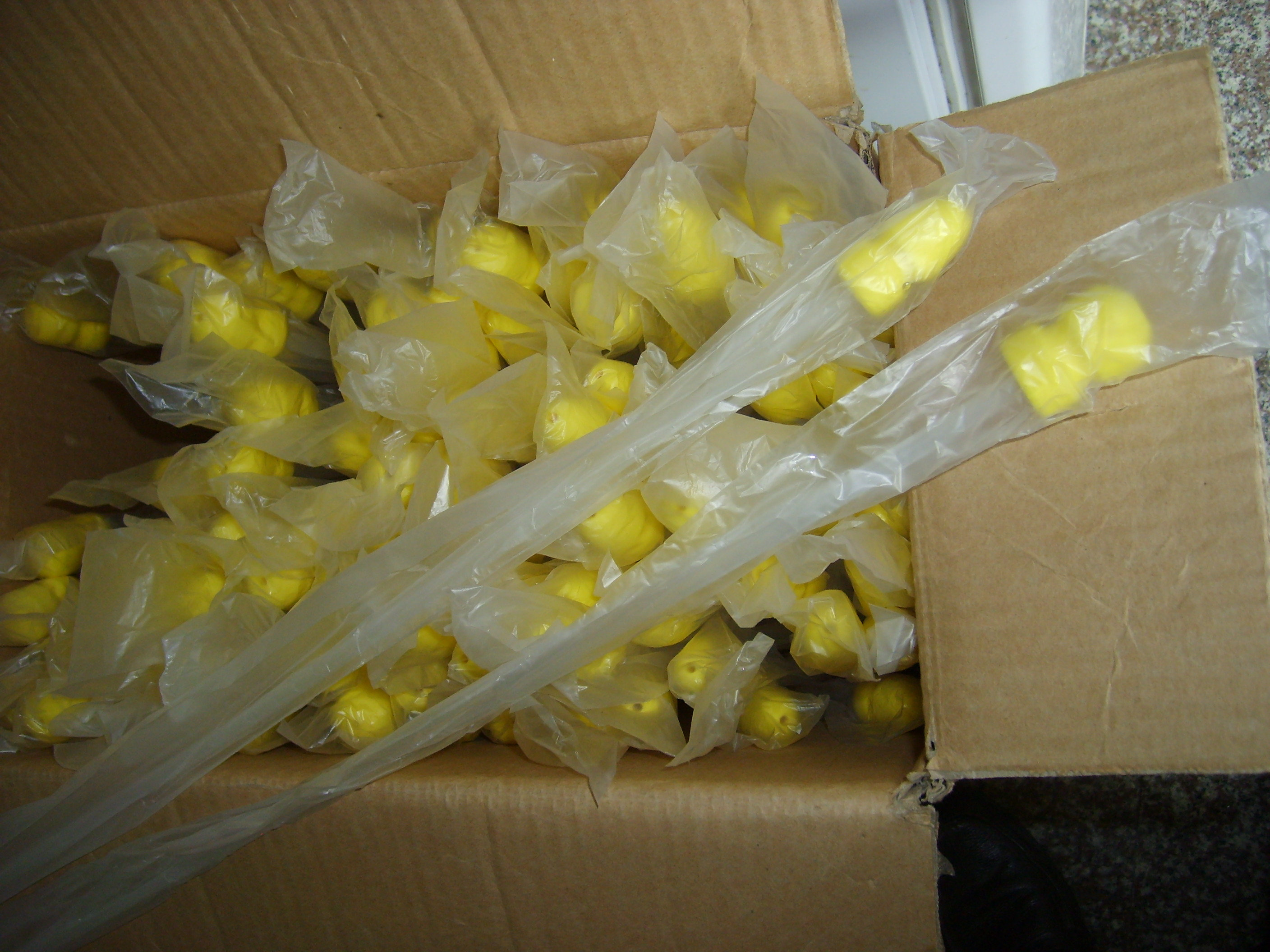
用于猪人工授精的输精管。海绵头较大的用于经产母猪，较小的用于后备母猪。

猪的输精多数使用一次性输精管。多次输精管也有使用，并在使用后煮沸消毒，并彻底干燥。
输精在母猪排卵期进行，输精次数通常为2~3次，每次超过25亿精子。将80～100 mL的精液输入到子宫颈内。输精的具体时间与查情频率有关，但并没有比较一致的看法。

## 人工授精与疾病传播
Morris于1997至1998年在荷兰进行的一项流行病学调查表明，猪精液有潜在传播疾病的可能。
可存在于公猪精液中的病原体包括布鲁氏杆菌、衣原体、细螺旋体、支原体、肺结核、非洲猪瘟病毒、猪瘟病毒、口蹄疫病毒、猪水泡病病毒、日本脑炎病毒、猪圆环病毒2型、猪肠道病毒、猪细小病毒、猪繁殖与呼吸综合征病毒、猪逆转录酶病毒、伪狂犬病毒、疱疹病毒2型和腮腺炎病毒（猪蓝眼病）等。

## 与自然交配的比较

### 优势
- 采用人工授精可以降低生产成本，并节省人力物力。一般如果采用自然交配，25～30头生产母猪就要配置1头公猪。而人工授精体系的1头公猪则可以对应300～500头母猪。在同期发情的生产体系中，更加可以减少公猪饲养的头数。
- 用人工授精有利于进行品种改良。如果采用人工授精，优秀的公猪可以得到最大限度的使用，从而提高良种利用率。
- 人工授精可以克服公母猪之间的体型差异，不用考虑因为公母猪体况不同所造成的交配困难，如太重的公猪与小母猪交配。
- 人工授精便于疾病进行净化，减少生殖道疾病的传播。虽然部分病毒仍然可以通过精液传播，如口蹄疫、非洲猪瘟、猪水泡病、猪伪狂犬病、猪细小病毒病、猪蓝耳病。但人工授精可以在配种前，对精液进行检测。在引入新的品种或品系时，可以避免疾病的传播。
- 人工授精可以降低引种风险，并促进联合育种工作的开展。
- 此外，有研究认为人工授精与自然交配的产仔率和产仔数相当或更高[23]。

### 缺点
- 采用人工授精技术需要一定的生产技术水平和管理水平。如果技术不过关，可能会出现子宫炎增多、受胎率低和产仔数少等问题。
- 因为人工授精体系中1头公猪可以影响较多母猪，使得疾病传播的控制更为重要。
- 人为因素对于配种效果起了更大的影响。